# جائزة إمباير لأفضل قادمة جديدة
جائزة إمباير لأفضل قادمة جديدة هي إحدى جوائز إمباير يتم تقديمها بشكل سنوي من قبل مجلة الأفلام البريطانية إمباير انطلقت للمرة الأولى في سنة 2012 وكانت الممثلة الإنجليزية فيليسيتي جونز أول فائزة بهذه الجائزة.

## الفائزات
- ديزي ريدلي 2016
- كارين جيلان 2015
- مارجوت روبي 2014
- سامانثا باركس 2013
- فيليسيتي جونز 2012